# قحطی بزرگ کانئی

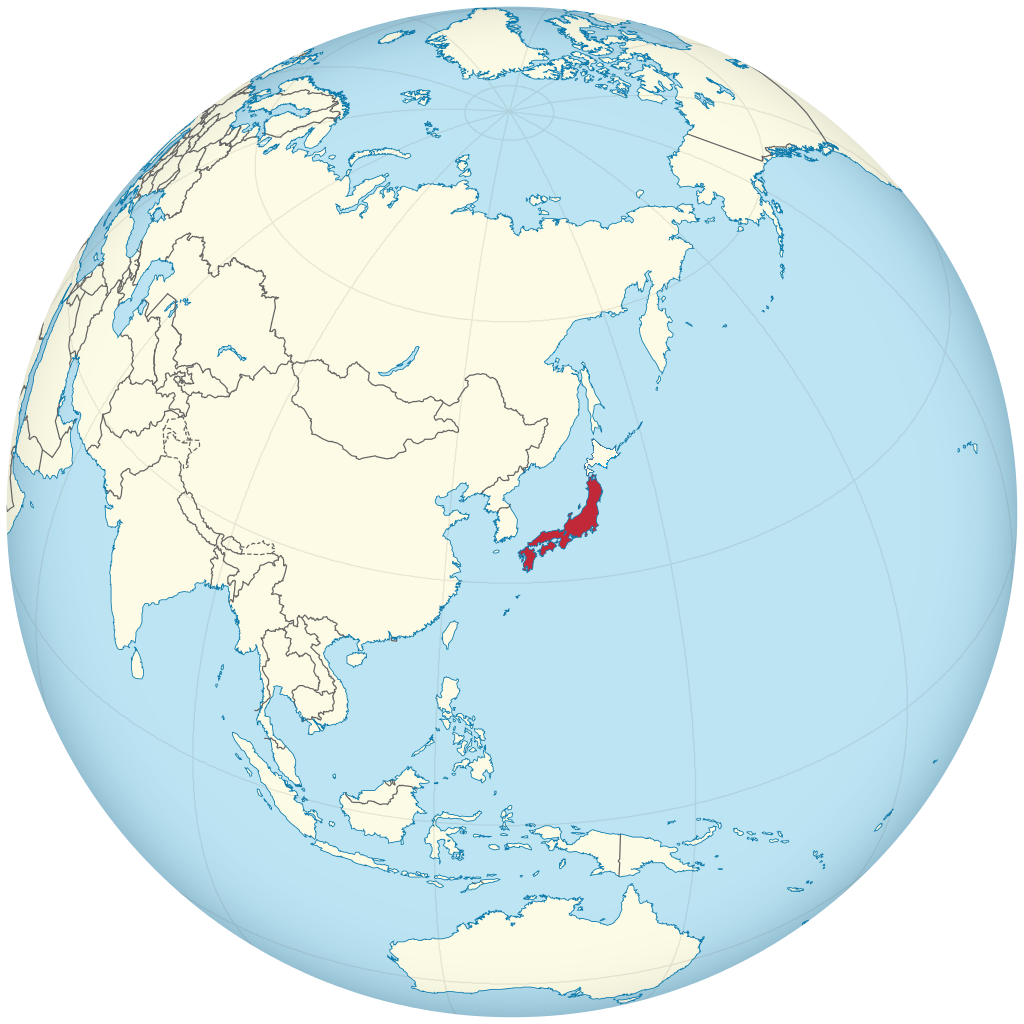
نقشه مجمع‌الجزایر ژاپن، جایی که شوگون‌سالاری توکوگاوا از سال ۱۶۰۳ تا ۱۸۶۸ در آن تأسیس شد.

قحطی بزرگ کانئی (寛永の大飢饉) قحطی ای بود که در زمان سلطنت امپراتریس میشو در دوره ادو ژاپن را تحت تأثیر قرار داد. تعداد تخمینی مرگ‌های ناشی از گرسنگی بین ۵۰٬۰۰۰ تا ۱۰۰٬۰۰۰ نفر در نظر گرفته شده‌است. به‌طور کلی قحطی در سال ۱۶۴۰ آغاز شده و تا سال ۱۶۴۳ ادامه یافت. نام قحطی از دوره کانئی (۱۶۲۴–۱۶۴۴) گرفته شده‌است. شوگون حاکم در زمان قحطی توکوگاوا ایه‌میتسو بود.